# Anthodon serrarius
Anthodon serrarius (лат.) — вид растительноядных парарептилий-анапсид из клады парейазавров, живших во времена пермского периода (вучапинский век) на территории современных ЮАР и Танзании. Единственный представитель рода Anthodon.

## Описание
Эта небольшая рептилия сочетает в своём строении примитивную особенность — межтергероидную фенестру и продвинутую особенность черепахоподобной брони. Его длина составляла от 1,2 до 1,5 метра (от 3,9 до 4,9 фута), а вес — от 80 до 100 кг (от 180 до 220 фунтов). Небольшие кожные косточки покрывали тело, а рисунок броневых пластин на спине напоминал панцирь черепахи. Хвост был дополнительно укорочен относительно менее производных форм. Некоторые другие формы характеризуются наличием гладких черепов и брони по дорсальной средней линии.

## История изучения
Род описан Ричардом Оуэном в 1876 году, который ошибочно принял его за динозавра, поскольку отождествил его с похожим черепом нижнемелового стегозавра. Позднее, в 1912 году, Роберт Брум сумел отличить динозавра от материалов пермского периода, а в 1929 году Франц Нопча переименовал динозавра в Paranthodon (похожий на Anthodon).
Ранее в род Anthodon включалось несколько видов, но всех их, кроме указанного ниже, свели в синонимы:
- Anthodon chlynoviensis Efremov, 1940 — в Deltavjatia rossicus (Hartmann-Weinberg, 1937)
- Anthodon gregoryi Broom, 1930 — в Pareiasaurus serridens Owen
- Anthodon minusculus Haughton, 1932 — в Аnthodon serrarius
- Anthodon nesemanni Broom, 1940 — в Pareiasaurus serridens Owen
- Anthodon rossicus Hartmann-Weinberg, 1937 — в Deltavjatia rossicus (Hartmann-Weinberg, 1937)

По данным сайта Paleobiology Database, на сентябрь 2019 года в род включают единственный вид — Anthodon serrarius Owen, 1876.